# Prima Lega 1953-1954 (calcio)
La Prima Lega 1953-1954, campionato svizzero di terza serie, si concluse con la vittoria del Blue Stars Zurigo.

## Regolamento
Scopo del torneo è quello di ottenere due promozioni e quattro retrocessioni.
Torneo svolto in due fasi: la prima fase vede le 36 squadre partecipanti suddivise, con criterio regionale, in tre gironi composti da 12 squadre ciascuno, in cui le prime classificate di ogni girone, si affrontano nella fase finale, in un minitorneo a tre, per stabilire le due squadre promosse in Lega Nazionale B. Le ultime tre squadre di ciascun girone vengono retrocesse direttamente in Seconda Lega. Per stabilire la quarta retrocessione si ricorre (fase finale) ad un minitorneo a tre, in cui partecipano le squadre penultime classificate di ogni girone. La prima fase vede le squadre impegnate in gare di andata e ritorno, mentre la fase finale prevede incontri in gare unica.

## Girone ovest

### Classifica finale
|  | Pos. | Squadra          | Pt | G  | V  | N | P  | GF | GS | DR  |
|  | ---- | ---------------- | -- | -- | -- | - | -- | -- | -- | --- |
|  | 1.   | Bienne-Boujean   | 34 | 22 | 15 | 4 | 3  | 84 | 37 | +47 |
|  | 2.   | Martigny         | 29 | 22 | 12 | 5 | 5  | 52 | 36 | +16 |
|  | 3.   | Vevey            | 27 | 22 | 10 | 7 | 5  | 38 | 23 | +15 |
|  | 4.   | La Tour-de-Peilz | 27 | 22 | 11 | 5 | 6  | 46 | 40 | +6  |
|  | 5.   | Sion             | 26 | 22 | 11 | 4 | 7  | 57 | 43 | +14 |
|  | 6.   | Sierre           | 22 | 22 | 8  | 6 | 8  | 48 | 42 | +6  |
|  | 7.   | Montreux-Sports  | 22 | 22 | 9  | 4 | 9  | 45 | 47 | -2  |
|  | 8.   | US Lausanne      | 20 | 22 | 8  | 4 | 10 | 57 | 60 | -3  |
|  | 9.   | Forward Morges   | 18 | 22 | 6  | 6 | 10 | 41 | 47 | -6  |
|  | 10.  | Monthey          | 18 | 22 | 6  | 6 | 10 | 51 | 62 | -11 |
|  | 11.  | Central Friburgo | 13 | 22 | 5  | 3 | 14 | 32 | 70 | -38 |
|  | 12.  | Étoile-Sporting  | 8  | 22 | 3  | 2 | 17 | 32 | 76 | -44 |

Legenda:

      Ammessa alla fase finale per la promozione in Lega Nazionale B 1954-1955.

      Ammessa alla fase finale per la retrocessione in Seconda Lega 1954-1955.

      Retrocessa in Seconda Lega 1954-1955.

Note:
Due punti a vittoria, uno a pareggio, zero a sconfitta.

## Girone centrale

### Classifica finale
|  | Pos. | Squadra           | Pt | G  | V  | N | P  | GF | GS | DR  |
|  | ---- | ----------------- | -- | -- | -- | - | -- | -- | -- | --- |
|  | 1.   | Nordstern         | 36 | 22 | 15 | 6 | 1  | 62 | 22 | +40 |
|  | 2.   | Porrentruy        | 31 | 22 | 13 | 5 | 4  | 56 | 30 | +26 |
|  | 3.   | Lengnau           | 27 | 22 | 12 | 3 | 7  | 42 | 36 | +6  |
|  | 4.   | Concordia Basilea | 24 | 22 | 10 | 4 | 8  | 46 | 33 | +13 |
|  | 5.   | Burgdorf          | 23 | 22 | 10 | 3 | 9  | 51 | 52 | -1  |
|  | 6.   | Moutier           | 22 | 22 | 7  | 8 | 7  | 24 | 32 | -8  |
|  | 7.   | Olten             | 19 | 22 | 8  | 3 | 11 | 49 | 52 | -3  |
|  | 8.   | Kleinhüningen     | 19 | 22 | 7  | 5 | 10 | 46 | 50 | -4  |
|  | 9.   | Helvetia Berna    | 18 | 22 | 5  | 8 | 9  | 35 | 35 | 0   |
|  | 10.  | Delémont          | 18 | 22 | 5  | 6 | 11 | 45 | 54 | -9  |
|  | 11.  | St. Imier         | 17 | 22 | 7  | 3 | 12 | 35 | 56 | -21 |
|  | 12.  | Derendingen       | 10 | 22 | 4  | 2 | 16 | 23 | 62 | -39 |

Legenda:

      Ammessa alla fase finale per la promozione in Lega Nazionale B 1954-1955.

      Ammessa alla fase finale per la retrocessione in Seconda Lega 1954-1955.

      Retrocessa in Seconda Lega 1954-1955.

Note:
Due punti a vittoria, uno a pareggio, zero a sconfitta.

## Girone est

### Classifica finale
|  | Pos. | Squadra           | Pt | G  | V  | N  | P  | GF | GS | DR  |
|  | ---- | ----------------- | -- | -- | -- | -- | -- | -- | -- | --- |
|  | 1.   | Blue Stars Zurigo | 35 | 22 | 16 | 3  | 3  | 71 | 32 | +39 |
|  | 2.   | Baden             | 26 | 22 | 9  | 8  | 5  | 36 | 28 | +8  |
|  | 3.   | Oerlikon          | 26 | 22 | 10 | 6  | 6  | 42 | 40 | +2  |
|  | 4.   | Zugo              | 25 | 22 | 10 | 5  | 7  | 33 | 30 | +3  |
|  | 5.   | Red Star          | 23 | 22 | 8  | 7  | 7  | 38 | 34 | +4  |
|  | 6.   | Küsnacht          | 22 | 22 | 6  | 10 | 6  | 48 | 39 | +9  |
|  | 7.   | Bodio             | 20 | 22 | 8  | 4  | 10 | 39 | 40 | -1  |
|  | 8.   | Pro Daro          | 20 | 22 | 7  | 6  | 9  | 31 | 40 | -9  |
|  | 9.   | Brühl             | 19 | 22 | 6  | 7  | 9  | 28 | 39 | -11 |
|  | 10.  | Mendrisio         | 17 | 22 | 4  | 9  | 9  | 28 | 52 | -24 |
|  | 11.  | Schöftland        | 16 | 22 | 4  | 8  | 10 | 36 | 48 | -12 |
|  | 12.  | Arbon             | 15 | 22 | 5  | 5  | 12 | 43 | 51 | -8  |

Legenda:

      Ammessa alla fase finale per la promozione in Lega Nazionale B 1954-1955.

      Ammessa alla fase finale per la retrocessione in Seconda Lega 1954-1955.

      Retrocessa in Seconda Lega 1954-1955.

Note:
Due punti a vittoria, uno a pareggio, zero a sconfitta.

## Finali per la promozione in LNB
| giugno 1954 | Nordstern | 2 - 3 | Blue Stars Zurigo | Basilea |
| giugno 1954 |           |       |                   | Basilea |

| giugno 1954 | Blue Stars Zurigo | 6 - 2 | Bienne-Boujean | Zurigo |
| giugno 1954 |                   |       |                | Zurigo |

| giugno 1954 | Bienne-Boujean | 2 - 3 | Nordstern | Bienne |
| giugno 1954 |                |       |           | Bienne |

## Finali per la retrocessione in Seconda Lega
| giugno 1954 | St. Imier | 3 - 2 | Schöftland | Saint-Imier |
| giugno 1954 |           |       |            | Saint-Imier |

| luglio 1954 | Schöftland | 2 - 2 | Central Friburgo | Schöftland |
| luglio 1954 |            |       |                  | Schöftland |

| luglio 1954 | Central Friburgo | 3 - 0 | St. Imier | Friborgo |
| luglio 1954 |                  |       |           | Friborgo |

## Verdetti Finali
- FC Blue Stars di Zurigo vincitore del torneo.
- FC Blue Stars di Zurigo e Nordstern di Basilea promosse in Lega Nazionale B
- Etoile-Sporting La Chaux-de-Fonds, SC Derendingen, FC Arbon e SC Schöftland retrocesse in Seconda Lega.